# Jim Bostic
James "Jim" Bostic (Yonkers, Nueva York; 28 de enero de 1953) es un exjugador de baloncesto estadounidense que disputó cuatro partidos en la NBA, además de jugar en la CBA. Con 2,01 metros de estatura, lo hacía en la posición de alero.

## Trayectoria deportiva

### Universidad
Jugó durante tres temporadas con los Aggies de la Universidad Estatal de Nuevo México, siendo elegido en su último año en el mejor quinteto de la Missouri Valley Conference, tras promediar 14,1 puntos y 10,7 rebotes por partido.

### Profesional
Fue elegido en el puesto 139 del Draft de la NBA de 1975 por Kansas City Kings, pero fue despedido antes del comienzo de la temporada. Jugó dos temporadas en los Jersey Shore Bullets de la CBA, siendo elegido en ambas como mejor jugador del All-Star Game.
Tras probar al inicio de la temporada 1977-78 con los San Antonio Spurs, no fue hasta el mes de marzo cuando fichó por los Detroit Pistons, con los que disputó cuatro partidos, en los que promedió 6,5 puntos y 4,0 rebotes.

## Estadísticas de su carrera en la NBA

### Temporada regular
| Temporada | Edad | Equipo          | Liga | Pos. | P | TIT | MIN  | TC  | TCA | %TC  | 3P | 3PA | %3P | TL  | TLA | %TL  | R.OF. | R.DEF. | REB | ASIS | ROB | TAP | PER | FP  | PTS |
| 1977-78   | 25   | Detroit Pistons | NBA  | PF   | 4 |     | 12.0 | 3.0 | 5.5 | .545 |    |     |     | 0.5 | 1.3 | .400 | 2.0   | 2.0    | 4.0 | 0.8  | 0.0 | 0.0 | 0.8 | 1.3 | 6.5 |
| Total     |      |                 | NBA  |      | 4 |     | 12.0 | 3.0 | 5.5 | .545 |    |     |     | 0.5 | 1.3 | .400 | 2.0   | 2.0    | 4.0 | 0.8  | 0.0 | 0.0 | 0.8 | 1.3 | 6.5 |